# 井川洗厓
井川 洗厓（いがわ せんがい、1876年5月1日‐1961年10月13日）は明治時代の口絵画家、大正時代の版画家。本名：井川 常三郎。

## 来歴
稲野年恒及び富岡永洗の門人。本名は井川常三郎。1876年5月1日、資産家井川與兵衛の次男として岐阜県岐阜市上大久和町に生まれる。4歳の時に父と死別し母に育てられる。小学校卒業後漢学塾に通う傍ら家業である製紙原料商を手伝ったが、絵画に親しみ土佐派を槇田種麿に学ぶ。大阪に出て稲野年恒に師事した後、名古屋師団に入隊し威海衛守備隊に派遣される。ここでは風俗画を揮毫し侍従武官に献上したこともある。除隊後東京へ出て永洗に就き、師とともに『都新聞』に挿絵を描いているほか、多くの木版口絵を手がけている。その後、太平洋画会に入会、卒業する。太平洋画会で勉強したため、洋画を下敷きにした確かな描線で描く洗厓の美人画は、師永洗のものより愛らしく小型で、その雰囲気からいえば鏑木清方の描く美人画に似通うものがあった。大正期には新版画『新浮世絵美人合　八月　月』を村上という版元から出版している。洗厓は、作家に大衆作家というものがあるように挿絵画家も大衆芸術家である。特に挿絵家は色気を失っては駄目である。その色気というのは絵の上の色気即ち艶であると述べている。日露戦争に召集中に死去した師も関わっていた都新聞に1906年に入社すると挿画界の重鎮となり、1934年まで30年近くに渡り勤めた。退社後は講談社や博文館などの雑誌や新聞に挿画を描いた。日本挿画協会幹事も勤めている。妻には博多水炊き、江戸前島料理の店「有楽荘」を経営させ自らも采配を振るった。

## 作品
- 「吹雪巴」4枚　口絵　遅塚麗水作　金槙堂版　明治34年
- 「女の義理」口絵　松居松葉作　嵩山堂版　明治35年
- 「大和撫子」口絵　渡辺黙禅作　駸々堂版　明治38年
- 「維新前後」口絵　岡本綺堂作　今古堂版　明治41年
- 「白菊御殿」口絵　遅塚麗水作　精華堂版　明治41年
- 「選取聟」口絵　饗庭篁村作　春陽堂版　明治42年
- 「新桂川」口絵　伊原青々園作　画報社版　明治42年
- 「剣の舞」口絵　遅塚麗水作　良明堂版　明治42年
- 「高野の義人」口絵　中里介山作　同人社版　明治43年
- 「風流菩薩」上下　口絵　渡辺黙禅作　盛林堂版　明治43年
- 「妻と子」口絵　柳川春葉作　今古堂版　明治44年
- 「姉妹」口絵　柳川春葉作　今古堂版　明治44年
- 「変化島田」上中下　口絵　渡辺黙禅作　三芳堂版　明治44年
- 「天狗武士」口絵　渡辺黙禅作　誠進堂版　明治44年
- 「雷鳴六郎」後　口絵　渡辺黙禅作　樋口隆文館版　明治44年
- 「迷ひ子」前後続　口絵　伊原青々園作　樋口隆文館版　明治45年‐大正元年
- 「大菩薩峠」　挿絵　中里介山作　都新聞版　大正2年‐大正10年
- 「新浮世絵美人合　八月　月」　木版画　大正13年